# Apanteles prozorovi
Apanteles prozorovi är en stekelart som beskrevs av Telenga 1955. Apanteles prozorovi ingår i släktet Apanteles och familjen bracksteklar. Inga underarter finns listade i Catalogue of Life.